# Carlo Maderno
Carlo Maderno (1556 Capolago – 30. ledna 1629 Řím) byl italský (někdy uváděný jako lombardský) architekt, který je považován za jednoho ze zakladatelů barokní architektury. Jeho fasády kostelů Santa Susanna, sv. Petra a Sant'Andrea della Valle byly klíčové pro vývoj italského baroka.
Bezesporu nejslavnější Madernovou prací byla dostavba baziliky sv. Petra ve Vatikánu. Nejznámější její částí je balkón pro papežská požehnání nad centrální bránou. Toto rozšíření baziliky, která z Michelangelova půdorysu řeckého kříže přešla na současný latinský kříž, bylo kritizováno. Překáží totiž pohledu na kupoli dómu z náměstí.

## Život
Carlo Maderno se narodil v lombardském Caplagu (nedaleko Bissone v kantonu Ticino) Paolu Madernovi a Kateřině rozené Fontana, sestře římského architekta  Domenica Fontany. Byl nejstarší ze čtyř bratrů: Pompeo, Alessandro, Girolamo a Stefano, pozdější sochař. Sestra se jmenovala Marta. Pocházel z rodiny kameníků, štukatérů a stavitelů z Ticina, která měla vazby na architekty působící v Římě. Díky tomu zde později odstartoval svou oslnivou kariéru. 
Maderno začal svá učednická léta v mramorových dolech. Roku 1588 se se svými čtyřmi bratry přestěhoval do Říma, kde se stali spolupracovníky svého strýce Domenica Fontany. Zpočátku pracovali jako kameníci v mramoru. Madernovou první asistencí na významné realizaci byl Kostel San Luigi dei Francesi. Jím se také uvedl mezi římské dodavatele staveb. 
Společně s podnikatelem Filippem Brecciolim a bratry si otevřel speditérskou firmu s kamenem a dalšími stavebními materiály. Když Fontana v roce 1594 musel opustit Řím kvůli údajné zpronevěře, Maderno převzal jeho dílnu. Po nástupu papeže Sixta V. získal římské občanství a dostával další zakázky, včetně technických, jako bylo přemístění sousoší Dioskúrů na Quirinalské náměstí, nebo vztyčení sixtinských obelisků před kostelem Santa Maria Maggiore (1588), před Lateránským palácem (1587-1588), na Piazza del Popolo (1587-1589) a ve Vatikánu. 
V roce 1603, po smrti Giacoma della Porty, získal pozici hlavního architekta baziliky sv. Petra v Římě. Od svého jmenování se zabýval především prací na této bazilice. Jeho povinnosti papežského architekta zahrnovaly také pravidelnou regulaci řeky Tibery, výstavbu akvaduktů a studní v Římě. Madernovými prvními důležitými zakázkami byly různé projekty nedokončené římským architektem Francescem Caprianihem da Volterry. Kromě toho prováděl hlavně renovace paláců a kostelů v Římě a jeho okolí. V posledních letech navrhoval plány pro Palazzo Barberini.
Maderno zemřel 30. ledna 1629 a byl pohřben v kostele San Giovanni dei Fiorentini.

## Církevní stavby

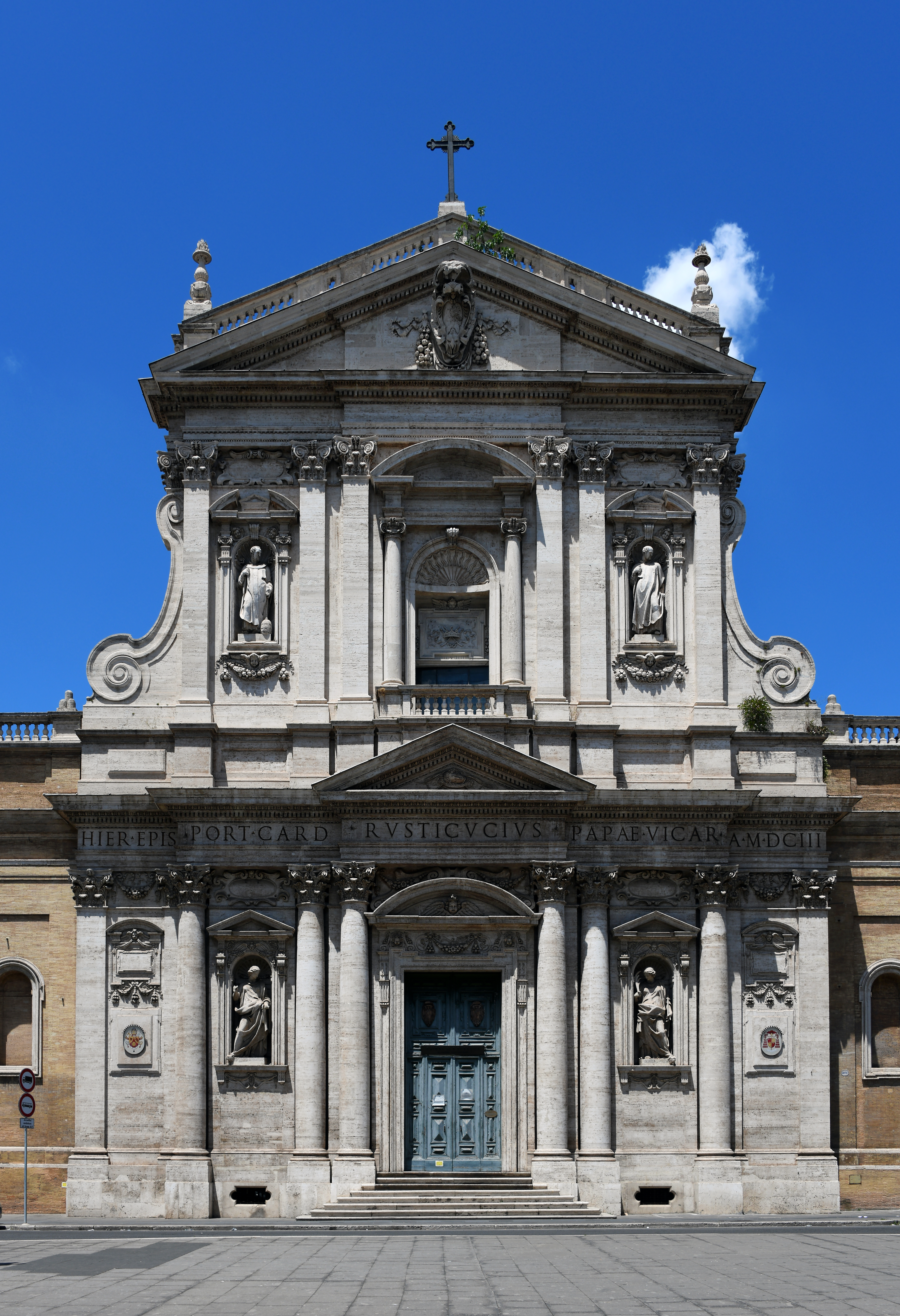
Fasáda kostela Santa Susanna v Římě

#### Fasáda pro kostel Santa Susanna
Jeho prvním samostatným dílem byla naprosto suverénní a vyzrálá přestavba fasády kostela Santa Susanna (kostel sv. Zuzany Římské) roku 1596. Kostel stojí v Římě nedaleko bývalých Diokleciánových lázní. Byl vybudován v místech, kde sv. Zuzana se svojí rodinou žila a kde se již v závěru 3. století scházeli k tajným bohoslužbám římští křesťané. Maderno se nechal inspirovat průčelím prvního jezuitského kostela Il Gesù v Římě, který se stal v období baroka velmi populární po celé Evropě. Fasáda kostela sv. Zuzany se tak stala jednou z prvních barokních fasád narušující manýristické zvyklosti a v historii architektury je považována za první římskou barokní stavbu.
Stavba má dynamický rytmus sloupů a pilastrů s vystupující centrální lodí. Maderno zvýšil původní ploché pilastry na vnější straně fasády a zdvojil sloupy vložené do stěny, které rámují portál. Použil výraznou plasticitu jednotlivých architektonických prvků a dal větší prostor sochařské i ornamentální výzdobě. Do poměrně statické stavby tak vnesl určitou expresi a pohyb. Kombinací všech těchto architektonických prvků vznikla živá hra světla a stínu, která je typická pro pozdější barokní architekturu.

#### Bazilika sv. Petra

Bazilika sv. Petra ve Vatikánu

Fasáda kostela Santa Susanna vzbudila pozornost papeže Pavla V., který Madernu roku 1603 jmenoval hlavním architektem baziliky sv. Petra. Byl pověřen změnit Michelangelovy plány baziliky a dodat návrhy pro rozšířenou loď s palácovou fasádou.
Základní kámen baziliky byl položen v roce 1506. Než dostal Maderno v roce 1603 za úkol její dostavbu, podílelo se na její stavbě mnoho slavných architektů. Fasáda byla dokončena roku 1612.
Maderno navrhl trojlodí s bočními kaplemi a napojil je na Michelangelův starší chrám. Průčelí vzniklo také podle Madernova návrhu. Jediné, co nevzniklo, byly plánované zvonice, se kterými Maderno počítal po bocích průčelí. Zvony jsou proto umístěny v bočních oknech. I přesto působí chrám velmi impozantně a má výraznou plasticitu raně barokní architektury.

#### Ostatní stavby

Santa Maria della Vittoria

Většina Madernovy práce byly přestavby již existujících budov. Jedinou stavbou, kterou navrhl a byla postavena pod jeho dozorem je Santa Maria della Vittoria (1608–20), kde jeho práci často zastiňuje Berniniho kaple Cornaro a sousoší Vidění sv. Terezie.
Ani Madernovo mistrovské dílo, kostel Sant'Andrea della Valle, není původně jeho. Navrhl zde fasádu a druhou největší kupoli v Římě. Kostel sám byl navržen Grimaldim a della Portou roku 1540. V době smrti Maderny byla postavena pouze polovina fasády a dílo dokončil podle původních návrhů Carlo Fontana.
Maderno se podílel na návrzích pro kapli sv. Vavřince v kostele San Paolo fuori le Mura a kapli Caetani v kostele Santa Pudenziana. Mezi jeho další práce patří římské kostely Gesù e Maria, San Giacomo degli Incurabili a San Giovanni dei Fiorentini, kde je pohřben.

## Světské stavby

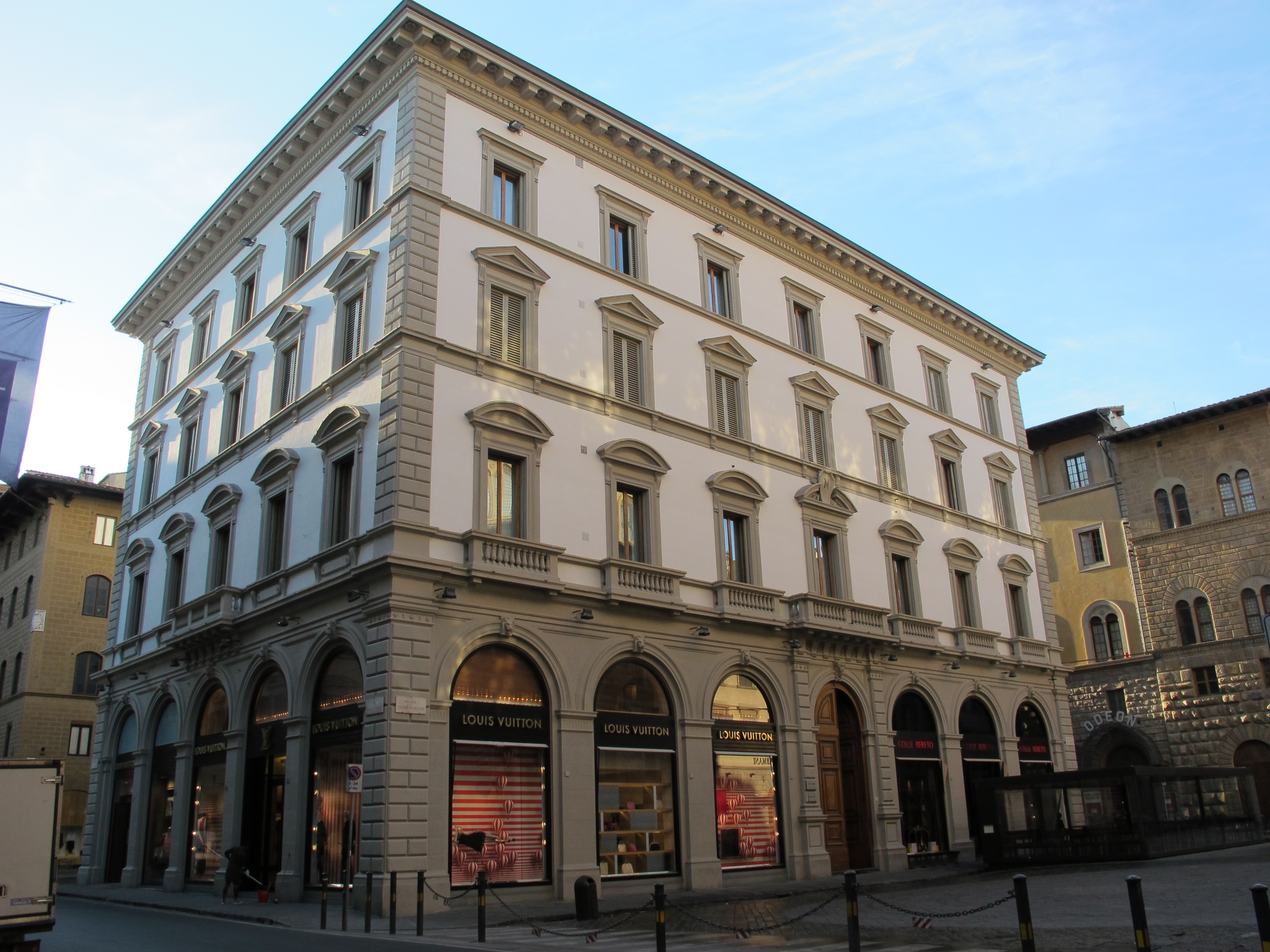
Palazzo Mattei

### Palazzo Mattei v Římě
Kolem roku 1600 se Maderno poprvé představuje jako projektant světské architektury. Jediným Madernou navrženým a dokončeným palácem je Palazzo Mattei di Giove na Via dei Funari v Římě. Byl postaven v letech 1598 až 1618 pro Asdrubale Matteiho, který byl známým sběratelem starožitností a velkým obdivovatelem a podporovatelem malíře Caravaggia. Ten v tomto paláci v roce 1601 bydlel.
Palác je zvenčí spíše jednoduchá mohutná třípatrová budova, ale uvnitř je zdobné trojpodlažní nádvoří s lodžiemi. To sloužilo k vystavení sbírek starožitností majitele – reliéfy, sochy a busty. Maderno se zde pokusil vytvořit variaci na antické palácové stavby v barokním stylu.

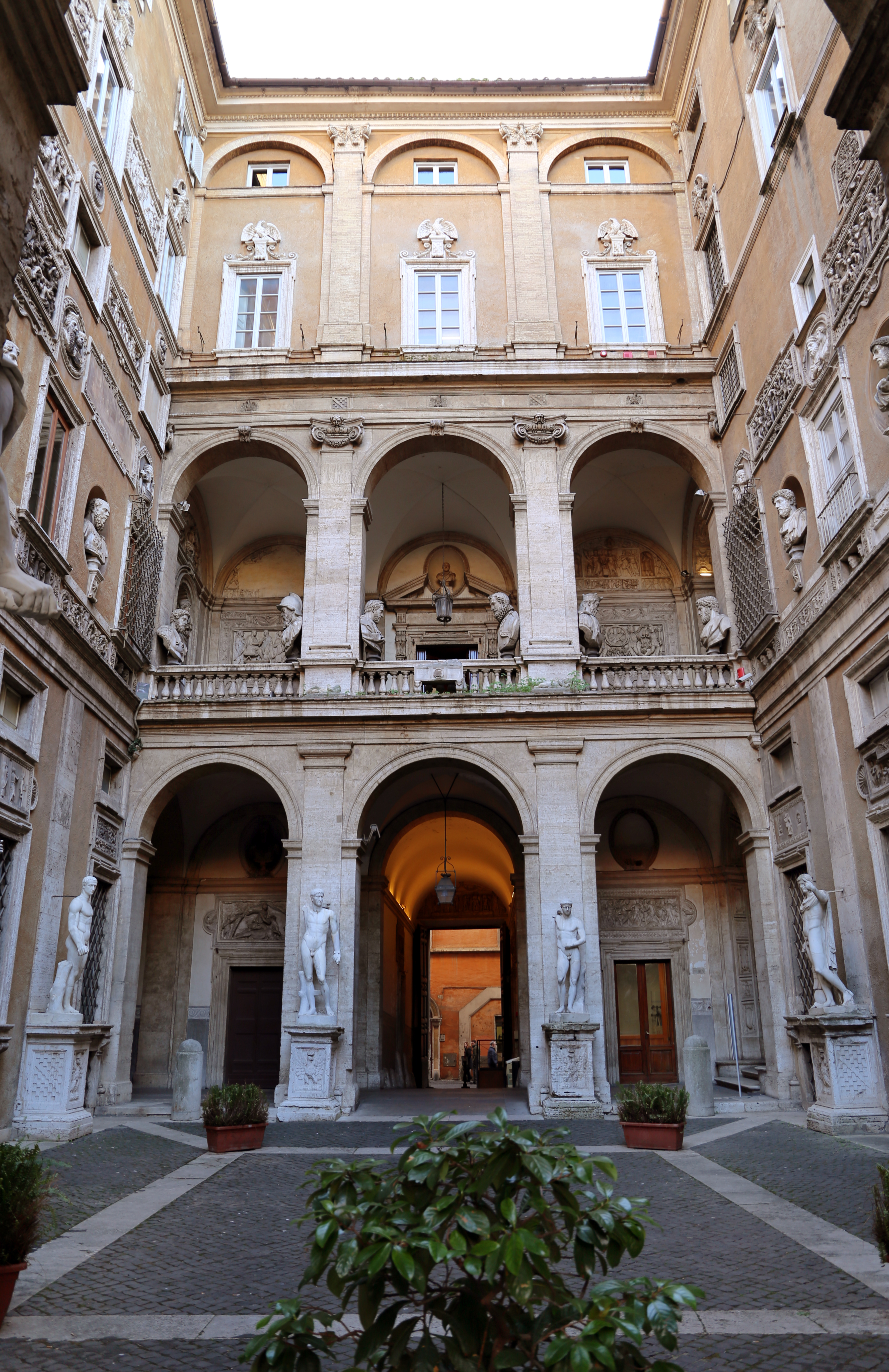
Nádvoří v Palazzo Mattei

Palác je nad jedním křídlem této stavby korunovaný vyhlídkovým altánem, kde se mohla konat různé setkání a pikniky.

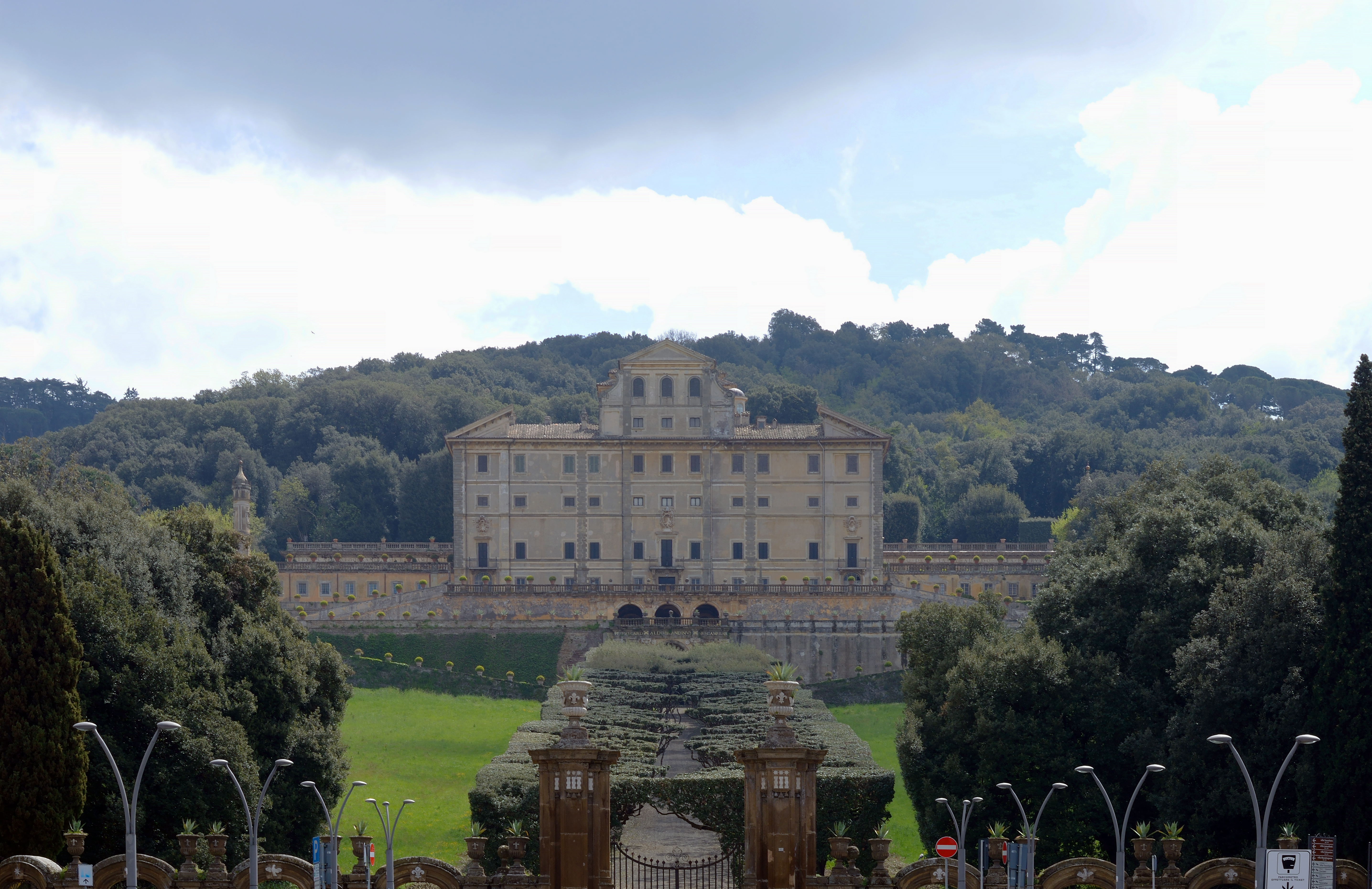
Vila Aldobrandini

### Vila Aldobrandini ve Frascati
V roce 1602 se Carlo Maderno ujal přestavby vily Aldobrandini, která dodnes stojí na úpatí kopce jihovýchodně od Říma nad městečkem Frascati. Jejím majitelem byl v té době kardinál Pietra Aldobrandini. Podle Madernova projektu bylo vybudováno nymfeum teatro del agua, což je jeho nejvýraznější práce na této vile. Jedná se o architektonické řešení vodního zdroje a jeho okolí. Jde o barokní variaci na antická nymfeua.

### Ostatní stavby
Od roku 1625 se Maderno podílel na plánování palazzo Barberini. Tento palác měl být postaven na bývalé vinici, ale v té době se město rychle rozšiřovalo a tak se palác stal součástí městské části. Maderno stavbu přesto plánoval jako venkovskou vilu. Když v roce 1629 zemřel, Bernini a Borromini převzali projekt a dokončili ho s významnými změnami původního návrhu.
Maderno pracoval také na Kvirinálském paláci a papežském paláci v Castel Gandolfo.